# Вибори місцевого самоврядування в Польщі
Вибори місцевого самоврядування в Польщі – вибори членів органів місцевого самоврядування.
У Польщі вибори членів органів місцевого самоврядування проводяться:
- гмінні ради (також міські ради з правами повітів),
- окружні ради,
- провінційні збори

та (з 2002 р.) одноосібні виконавчі органи ґмін – голови ґмін, мери, президенти міст.
Проводяться також вибори до окружних і станових рад. У Варшаві вибори до районних рад проводяться одночасно з виборами до міської ради. Варшави та Президент Столичного міста Варшави. В інших гмінах, де створено допоміжні осередки, порядок і дата проведення виборів до рад допоміжних осередків визначаються постановою ради гміни.
З 2018 року вибори проводяться кожні 5 років (саме стільки триває повноважень органів влади; у 1998–2017 роках він тривав 4 роки). 21 жовтня в Польщі відбувся перший тур місцевих виборів у 2018 році.

## Постанова
У ґмінах до 20 тис. жителів (до 2017 року включно ґміни, які не є містами з повітовими правами) вибори радників проводяться за мажоритарною виборчою системою, за системою відносної більшості (в одномандатних округах, за FPTP принцип), тоді як в інших гмінах (до 2017 року включно в містах з повітовими правами), а також у повітах і воєводствах — за пропорційною системою, за якою голоси перетворюються на мандати відповідно до методу д'Ондата, яке віддає перевагу великим партіям. Таку виборчу систему інколи критикують як централістську та веде до політизації органів місцевого самоврядування.
Вибори до органів місцевого самоврядування у 2014 році вперше проводились відповідно до Закону України від 5 січня 2011 року – Виборчого кодексу.

## Активне і пасивне виборче право
Запис у реєстрі виборців є формою офіційного підтвердження наявності виборчих прав з урахуванням факту постійного проживання на території ґміни.
Обов’язковою умовою для наявності пасивного або активного виборчого права на виборах до органів місцевого самоврядування є факт постійного проживання (ст. 10 Виборчого кодексу (Dz.U. z 2022 r. poz. 1277)).
Право обирати (активне виборче право) до даної ради має відповідно до ст. 10 сек. 3, кожен громадянин Польщі та громадянин Європейського Союзу, який не є громадянином Польщі, якому на день голосування виповнюється 18 років і який постійно проживає на території діяльності цієї ради.
Не мають права обиратись:
1. позбавлені публічних прав за остаточним рішенням суду;
2. позбавлений виборчих прав рішенням Державного трибуналу;
3. визнано недієздатним рішенням суду, яке набрало законної сили.

Право бути обраним (пасивне виборче право) на виборах до установчих органів місцевого самоврядування (рад і зборів) – особа, яка має право обирати ці органи, на виборах гмінного голови – громадянин Польщі з правом для виборів до ради, якому виповнюється 25 років на день голосування не пізніше, але кандидат не повинен постійно проживати на території ґміни, в якій він балотується.
Не мають права обиратись:
1. засуджені до позбавлення волі за умисний злочин, переслідуваний за публічним обвинуваченням;
2. щодо яких винесено законний вирок про умовне закриття кримінального провадження за вчинення умисного злочину, що переслідується за публічним обвинуваченням.

Громадянин Європейського Союзу, який не є громадянином Польщі та позбавлений права бути обраним у державі-члені Європейського Союзу, громадянином якого він є, не має права бути обраним.